# David William Lane
David William Lane CBE (* 7. Mai 1907; † 2. Juni 1978) war ein britischer Luftwaffenoffizier der Royal Air Force, der zuletzt im Range eines Air Commodore zwischen 1954 und 1958 Kommandant des RAF Staff College, Andover war.

## Leben

### Pilotenausbildung und Zweiter Weltkrieg
Lane begann nach dem Schulbesuch 1923 eine Ausbildung zum Fluggerätmechaniker an der Technischen Ausbildungsschule 1 (No. 1 School of Technical Training RAF) auf dem Militärflugplatz RAF Halton. Nach deren Abschluss begann er 1927 seine fliegerische Ausbildung als Flight Cadet in der B-Squadron des Royal Air Force College Cranwell, der Offiziersschule der britischen Luftstreitkräfte, und gehörte zur Collegemannschaft im Fußball. Nach Abschluss seiner fliegerischen Ausbildung wurde er am 27. Juli 1929 zum Leutnant (Pilot Officer) befördert und fand zunächst Verwendung als Pilot bei der No. 13 Squadron RAF auf dem Luftwaffenstützpunkt RAF Kenley sowie anschließend am 31. Januar 1930 als Pilot bei der No. 20 (R) Squadron. Während dieser Zeit wurde er am 27. Januar 1931 zum Oberleutnant (Flying Officer) befördert und absolvierte zwischen dem 9. August 1933 und dem 6. August 1935 einen Ingenieurlehrgang für Offiziere beim Inlandsflugzeugdepot (Home Aircraft Depot). Er erhielt dort am 27. Januar 1935 seine Beförderung zum Hauptmann (Flight Lieutenant).
Im Anschluss wurde er am 6. August 1935 Ingenieuroffizier an der No. 1 Flying Training School RAF auf dem Militärflughafen RAF Leuchars und wechselte danach am 24. Januar 1938 zum Stab des Royal Air Force College Cranwell, an der am 1. Juni 1938 zum Major (Squadron Leader) befördert wurde. Danach war er vom 31. Dezember 1938 bis zum 9. Januar 1941 Instandhaltungsoffizier im Stab des neu gegründeten Luftwaffeninstandhaltungskommando (RAF Maintenance Command) sowie danach zunächst Mitarbeiter und dann stellvertretender Leiter der Organisationsabteilung des RAF Maintenance Command. 1942 übernahm er seinen ersten Befehlsposten, und zwar als Kommandeur (Commanding Officer) des Luftwaffenstützpunktes RAF Edgehill, ehe er im Juli 1943 die Funktion als Kommandeur der Luftwaffenbasis RAF Stradishall einnahm. Zuletzt wurde er am 26. Januar 1944 Stabsoffizier für Verwaltungsaufgaben AOA (Air Officer in charge of Administration) der zur 2. Taktischen Luftflotte 2TAF (RAF Second Tactical Air Force) gehörenden No. 85 Group RAF und blieb dort bis zum Ende des Zweiten Weltkrieges, wobei er am 1. Dezember 1944 noch zum Oberstleutnant (Wing Commander) befördert wurde.

### Nachkriegszeit und Aufstieg zum Air Commodore
Nach Kriegsende wurde Lane am 8. Juni 1945 Assistierender Stabsoffizier für Verwaltungsaufgaben im Hauptquartier der aus der 2TAF hervorgegangenen Luftstreitkräfte der Besatzungstruppen (British Air Forces of Occupation) und wurde aufgrund seiner militärischen Verdienste am 14. April 1945 im Kriegsbericht erwähnt (Mentioned in dispatches). Er wurde am 1. Januar 1946 auch Commander des Order of the British Empire (CBE) und erhielt dort am 1. Oktober 1946 auch seine Beförderung zum Oberst (Group Captain). Danach wechselte er 1946 als stellvertretender Leiter der Abteilung Luftfahrtpolitik in den Luftwaffenstab und wurde am 1. Januar 1952 zum Air Commodore befördert.
Zwei Tage später wurde Lane am 3. Januar 1952 Leiter der Abteilung Luftfahrtpolitik im Luftwaffenstab und übernahm zuletzt am 1. Mai 1954 von Air Commodore George Philip Chamberlain den Posten als Kommandant des RAF Staff College, Andover. Auf diesem Posten blieb er fast vier Jahre lang bis zu seiner Ablösung durch Air Commodore Eric Nelson am 21. April 1958. Am 24. Mai 1958 schied er aus dem aktiven militärischen Dienst aus und war noch zwischen 1958 und 1969 Mitarbeiter der Aus- und Fortbildungsabteilung des Chemieunternehmens Imperial Chemical Industries (ICI).